# (12003) Hideosugai
(12003) Hideosugai ist ein Asteroid des Hauptgürtels, der am 20. März 1996 von Tomimaru Ōkuni am Nanyo entdeckt wurde.

## Namensgebung
Der Japaner Hideo Sugai (* 1930) ist ein pensionierter Lehrer und Amateurastronom. Er beobachtet seit 1951 veränderliche Sterne; seine Daten wurden in Japan von Variable Star Observers League veröffentlicht.